# John Glenn
John Herschel Glenn Jr. (født 18. juli 1921 i Cambridge, Ohio; død 8. december 2016 i Columbus, Ohio) var en amerikansk astronaut, jagerpilot, virksomhedsleder og demokratisk senator (Ohio 1975-1999). Han var den tredje amerikaner i rummet og den første ikke-russer i kredsløb; det var i Mercury-kapslen Friendship 7, der blev opsendt 20. februar 1962. Han var desuden det ældste menneske der har været i rummet, da han i 1998 som 77-årig var på rumfærd om bord på rumfærgen Discovery.

## Tidlig historie og militær karriere
Glenn voksede op i Cambridge, Ohio og New Concord, Ohio og fik sin Bachelor of Science i bygningskonstruktion fra Muskingum College.
Han tilsluttede sig det amerikanske marinekorps i 1942, og fra 1943 deltog han aktivt som jagerpilot i 2. verdenskrig, hvor han fløj 59 missioner i en F4 Corsair mod japanerne. Da krigen sluttede havde han opnået en rang af kaptajn.
Efter krigen var Glenn instruktør ved Naval Air Station Corpus Christi, Texas, men søgte senere tilbage som aktiv pilot og deltog i Koreakrigen med 63 missioner i en F9 Panther. Efterfølgende arbejdede han som testpilot og blev senere udvalgt af NASA til at deltage i Mercury-programmet.